# Мануфактура Берга
Мануфактура Берга (также Каулинская мануфактура и фабрика Вагжанова) — историческое здание в Твери, памятник архитектуры регионального значения. Находится по адресу: улица Спартака, 47. Через несколько домов от мануфактуры находятся пятиэтажные казармы Берга, построенные в начале XX века.
Мануфактура Берга — старейшее из тверских предприятий текстильной промышленности. Основана в 1853 году московскими купцами Каулиным и Залогиным, в конце XIX века перешла во владение Берга.
Комплекс мануфактуры включает в себя несколько зданий на улице Спартака. Согласно ЕГРОКН, памятником архитектуры является только двухэтажное здание, выходящее к дороге, построенное в 1853—1856 годах.